# Reinhold von Lilienthal
Reinhold Franz von Lilienthal (* 25. Juni 1857 in Berlin; † 2. Dezember 1935 in Münster) war ein deutscher Mathematiker.

## Herkunft
Seine Eltern waren der preußische Major Wilhelm von Lilienthal (1823–1868) und dessen Ehefrau Klara, geborene Henrich (1832–1904).

## Leben
Lilienthal besuchte das Gymnasium Paulinum in Münster. Von 1876 bis 1880 studierte er Mathematik in Heidelberg, Göttingen und Berlin, wo er 1882 bei Karl Weierstraß promoviert wurde (Theorie der Kurven, deren Bogenlänge ein elliptisches Integral 1. Art ist). 1883 habilitierte er sich in Bonn, anschließend war er dort als Privatdozent tätig. Von 1889 bis 1891 lehrte er als Professor an der Pädagogischen Hochschule in Santiago de Chile. 1891 wurde er außerordentlicher und 1901 ordentlicher Professor an der Universität Münster, deren Rektor er 1905/06 war. Im Ersten Weltkrieg diente er als Infanterieoffizier. An der Universität Münster betreute er 40 Doktoranden. 1925 wurde er emeritiert. Am 27. Juni 1902 (Matrikel-Nr. 3151) wurde er zum Mitglied der Leopoldina gewählt.
Lilienthal befasste sich mit Differentialgeometrie, worüber er auch einen Artikel in der Enzyklopädie der mathematischen Wissenschaften beitrug.

## Familie
Lilienthal heiratet am 7. Juli 1897 in Münster Maria von Haenel (* 1874), Tochter des preußischen Generalleutnants Georg von Haenel (1845–1918). Aus der Ehe gingen die Kinder Georg (* 1898) und Toska (* 1899) hervor.

## Schriften
- Untersuchungen zur allgemeinen Theorie der krummen Oberflächen und geradlinigen Strahlensysteme. Eduard Weber, Bonn 1886 (Archive)
- Grundlagen einer Krümmungslehre der Curvenscharen. B. G. Teubner, Leipzig 1896 (Archive)
- Vorlesungen über Differentialgeometrie.

Erster Band: Kurventheorie. B. G. Teubner, Leipzig 1908 (Archive)
Zweiter Band: Flächentheorie. Erster Teil, B. G. Teubner, Leipzig 1913.